# Vityxne
Vityxne (Pseudorchis albida) är en växtart i familjen orkidéer.